# Oana Bogdan

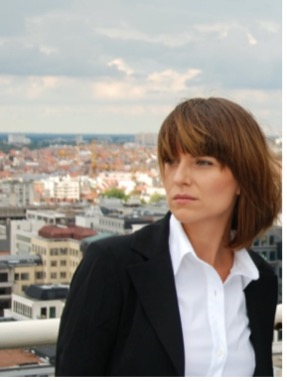
Oana Bogdan

Oana Bogdan (Sighișoara, 9 december 1977) is een architecte met de Belgische en Roemeense nationaliteit. Samen met Leo Van Broeck richtte ze het architectenbureau Bogdan & Van Broeck op.. 

## Biografie en opleiding
Haar moeder was lerares Frans en haar vader ingenieur. Ze heeft twee zussen. Ze volgde acht jaar lang pianoles.
Oana Bogdan studeerde architectuur en stedenbouw aan de Ion Mincu Universiteit in Boekarest. In 1999 kwam ze met een Erasmusbeurs naar België, waar ze architectuur studeerde aan de KU Leuven en Universiteit Antwerpen. Tussen 2013 en 2015 haalde ze een MBA-diploma aan de Vlerick Business School.

## Carrière
Bogdan werkte bij VBM architect in Leuven. In 2007 richtte ze, samen met Leo Van Broeck, het architectenbureau BOGDAN & VAN BROECK op. Ze houdt er toezicht op de algemene strategie van de praktijk en is nauw betrokken bij het ontstaan van hun ontwerpen. Ze verankert het werk in het lopende publieke debat en stelt de traditionele rol van de architect in vraag. Haar betrokkenheid bij maatschappelijke en politieke debatten draagt bij tot de bewustwording van de holistische benadering van regeneratieve ontwikkeling.
Ze doceerde jarenlang architectuur en stedenbouw aan de KU Leuven. Oana Bogdan was lid van de jury van de Vlaamse Cultuurprijs in 2007, van de "Unesco Experts Committee" van de Stad Brugge, van het Adviescomité voor Architectuur en Design van de Vlaamse Regering en van het Koninklijk Comité voor Monumenten en Landschappen van het Vlaams Gewest. Sinds 2020 is ze lid van de Raad van Bestuur van het culturele platform A+ Architecture in België.
Daarnaast was ze in 2016 interim-staatssecretaris voor cultuur in de Roemeense regering. Ze heeft er onder andere een nieuwe wetgevende code voor cultureel erfgoed uitgewerkt en het gebied Roșia Montană historisch beschermd.
Bogdan was in 2018 mede-oprichter van de Roemeense politieke partij PLUS.

## Oeuvre (selectie)
Het architectenbureau BOGDAN & VAN BROECK focust op levenskwaliteit en op de activatie van publieke ruimte. Ze ontwerpen de ruimtelijke condities voor een collectief leven. Een project voor een vrijstaande woning of op een auto-afhankelijke locatie wordt altijd geweigerd door het bureau.
- Bakala Academy in Leuven (2013): wielvormig trainingscentrum voor professionele wielrenners en andere atleten.[6]
- VUB U-Residence in Brussel (2013): studentenkamers, congrescentrum en kantoren.[7]
- Den Travoo in Hoeilaart (2014): private en sociale woningen.
- COOP in Anderlecht (2016): reconversie van een oude molen langs het kanaal naar een "interpretatiecentrum" en een centrum voor kleine en middelgrote ondernemingen.[8]
- The Cosmopolitan in Brussel (2019): transformatie van een kantoorgebouw in het centrum van Brussel naar gemengd wonen.[9]
- Truss in Molenbeek (2020): collectieve voorziening langs het kanaal met inbegrip van een sporthal, box club, cafetaria, crèche en één woning.[10]

## Tentoonstellingen
In verschillende tentoonstellingen is werk van het architectenbureau BOGDAN & VAN BROECK opgenomen.
- Expo bMa Bouwmeester (2013): Port Sud (project), GreenBizz (wedstrijdinzending) en Zinneke (wedstrijdinzending)
- bMa / man of thoughts (2014) over cruciale projecten in Brussel: Port Sud en Campus Unesco Koekelberg
- Living in Diversity. Inclusive forms of housing for newcomers (2017). Het HEIM-collectief zocht er naar een haalbaar alternatief voor de huisvesting van vluchtelingen en toonde onder andere het pilootproject voor het Bijgaardehof, waar gewerkt werd aan de integratie van drie eenheden voor vluchtelingen.[11]
- BEL:EST A LABORATORY FOR EUROPE IN BRUSSELS (2017-2018). BOGDAN & VAN BROECK toonde er, samen met Salto Architects, een model van een fragment van het gebouw van het Europees Parlement, gemaakt van verzadigd vet.[12]
- Operational Aesthetics (2018) over het beleid van "Neighbourhood Contracts" dat stedelijke revitalisatie van Brussel aanmoedigt: Truss
- Housing Apart Together (2019-2020) over diverse collectieve woonprojecten in Vlaanderen: Bijgaardehof [13]
- Desired spaces (2020). Het Institut Culturel d'Architecture Wallonie-Bruxelles (ICA), het Brussels centrum voor architectuur en landschap (CIVA) en het Vlaams Architectuurinstituut (VAi) vroegen ruimtelijke ontwerpers, actoren en denkers om een antwoord te bieden op de ruimtelijke uitdagingen van morgen in het licht van de coronacrisis.[14] Het antwoord van BOGDAN & VAN BROECK was een denkbeeldige kantoorruimte waarin de werkhoeken van hun huizen gecombineerd werden.

## Onderscheidingen en nominaties
Oana Bogdan won Europan 7.
Verschillende ontwerpen van BOGDAN & VAN BROECK werden genomineerd voor een onderscheiding of wonnen een onderscheiding.
- Den Travoo
  - Speciale vermelding bij "ArchiZinc Trophy 2014"
  - Nominatie voor "EU Mies Award 2015"
  - Nominatie voor "2016 Building of the Year Awards" (Archdaily)
- COOP
  - Winnaar van "Brussels Horta Prize 2018"
  - Nominatie voor "EU Mies Award 2019"
  - Nominatie voor "IUPA Award 2020"
- The Cosmopolitan
  - Nominatie voor "EU Mies Award 2022"[15]

- Virtual International Authority File: 35145910180027022486